# Cratere Aniak
Aniak  è un cratere sulla superficie di Marte.